# Attenhausen (Bruckberg)
Attenhausen ist ein Ortsteil der Gemeinde Bruckberg im niederbayerischen Landkreis Landshut.

## Lage
Attenhausen liegt etwa vier Kilometer nördlich von Bruckberg im Donau-Isar-Hügelland.

## Geschichte
Attenhausen ist ein hochgelassenes Haufendorf. Die verschiedenen Schreibweisen des Ortsnamens in früher Zeit wie Abtenhusen, Antenhausen und Aeterhusen lassen keine Schlüsse auf seine Entstehung zu. Attenhausen bildete eine Obmannschaft im Amt Altdorf.
Die Gemeinde Attenhausen gehörte zum Landgericht, Bezirksamt und schließlich zum Landkreis Landshut. Im Zuge der Gebietsreform wurde sie am 1. Mai 1978 in die Gemeinde Bruckberg eingegliedert.

## Sehenswürdigkeiten
- Filialkirche St. Stephanus. Der mächtige Turm mit seinen hohen Spitzblenden und dem steilen Helm über den vier Giebeln wie auch der Chor der Kirche stammen aus spätgotischer Zeit, während das Langhaus um 1900 nach Entwurf des Münchner Architekten Joseph Elsner junior errichtet wurde. Neben der gotischen und barocken Ausstattung im Inneren mit Heiligenschnitzfiguren von 1480 bis 1500 ist auch eine Turmglocke des 14. Jahrhunderts bemerkenswert.

## Vereine
- Burschenverein Attenhausen
- Freiwillige Feuerwehr Attenhausen
- Frauenbund Attenhausen
- KSK Attenhausen
- KLJB Attenhausen
- Landfrauen Attenhausen
- Schützenverein Edelweiß Attenhausen. Er wurde 1904 gegründet.
- VdK Attenhausen
- Wanderverein Attenhausen